# Павильон Густава III
Павильон Густава III (швед. Gustav III:s paviljong) — королевский павильон в парке Хага, в 2 км к северу от Стокгольма; образец северного классицизма. Рядом с павильоном — кордегардия в турецком стиле (в виде медных шатров).

## Павильон
Павильон был построен в 1787 году по проекту архитектора Улофа Темпельмана с подробными инструкциями от короля Густава III, который был очень вовлечён в проект, внеся в него свои задумки и пристально следя за его реализацией. Так, внесённым им изменением стало расширение обоих крыльев дворца на два окна.
Дизайнер Луи Адриен Марелье, ставший законодателем моды в дизайне интерьера того времени, работал над интерьерами павильона Густава III. Павильон был лишь одним из многих грандиозных планов и видений Густава III в отношении парка Хага, многие из которых не вышли за рамки чертёжной доски. Густав III пользовался этим павильоном в течение нескольких лет до своего убийства. Именно из него Густав III отправился на роковой бал-маскарад в оперу 16 марта 1792 года. После его убийства герцог Карл использовал павильон в качестве своей временной резиденции.
В 1840-х годах король Оскар I заказал реставрацию здания архитектору Георгу Теодору Шевитцу. Скульптуры и другая декоративная лепнина были окрашены в серый цвет и добавлены к фасаду, который изначально был жёлтым и без отделки. Ионические колонны на фронтонах были заменены новыми из итальянского мрамора. Стеклянная стена зеркального зала была заново отделана тонкими бронзовыми прутьями, а наружная лестница облицована белым мрамором. Столовая была оформлена в помпеянском стиле, включая потолок.
Павильон подвергся масштабной реставрации в период с 1937 по 1946 год под руководством дворцового архитектора Рагнара Хьорта. За это время, благодаря открытию оригинальных дизайнов Марелье для каждой комнаты, удалось восстановить интерьер в его первоначальном виде.
В 2005 году по образцу павильона Густава III был построен музыкальный павильон в Стольбоге.

## Медные шатры

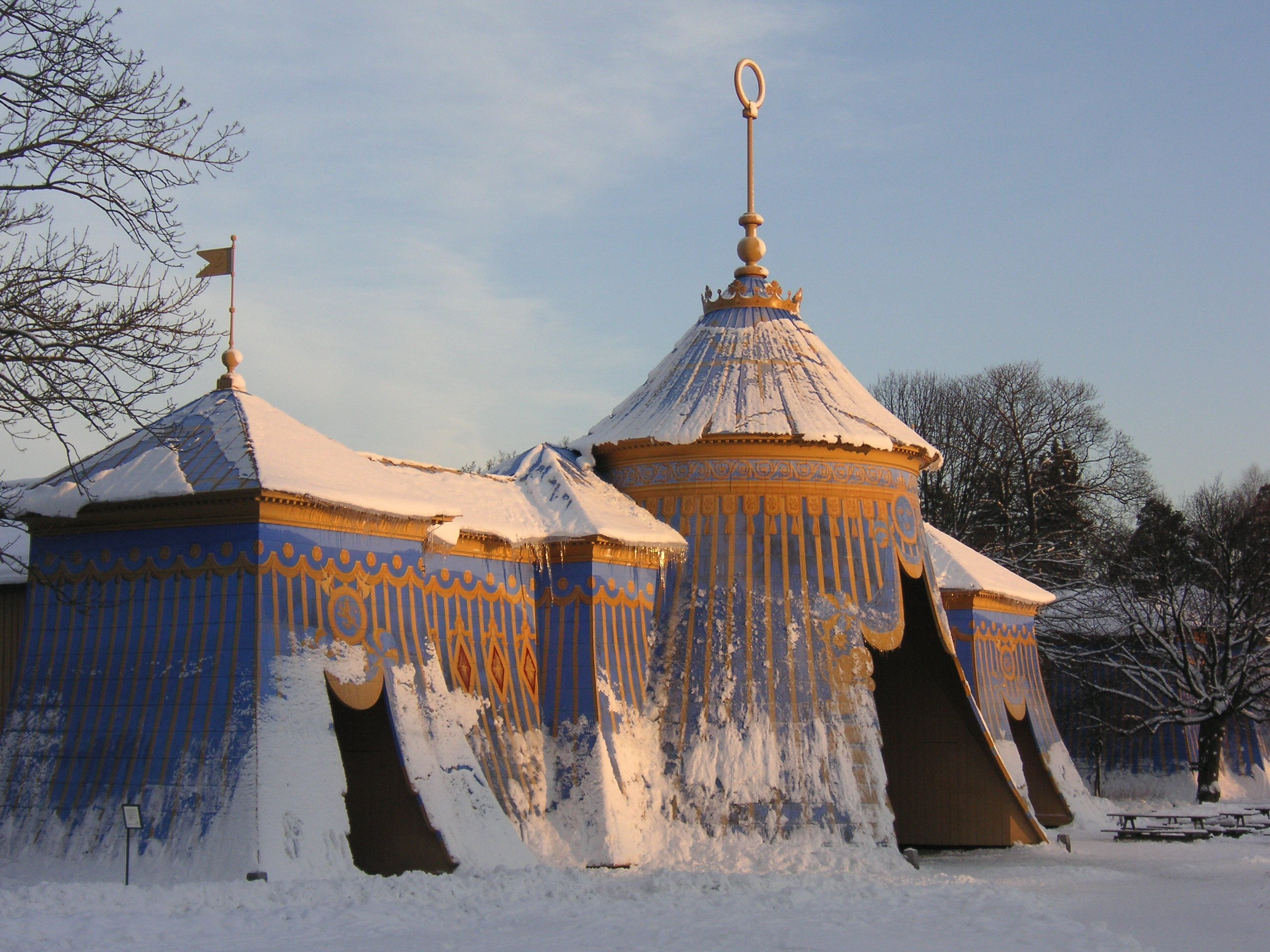
Медные шатры зимой.

Медные шатры Султана, первоначально три здания для дворцовой охраны, были спроектированы архитектором и художником Луи-Жаном Депре и построены в период с 1787 по 1790 год. Депре предложил, чтобы все фасады зданий были выполнены в виде трёх турецких палаток, покрытых декоративно окрашенной медной пластиной. Однако шатровые фасады были построены только со стороны, обращённой к основным лужайкам парка, что до сих пор создаёт иллюзию лагеря султана на краю леса.
Средний шатёр был полностью уничтожен пожаром в 1953 году. Передняя его часть была перестроена в 1962—1964 годах под руководством дворцового архитектора Рагнара Хьорта. Здания за фасадами шатров были перестроены в 1977—1978 годах по плану дворцового архитектора Торбьерна Ольссона. Он превратил конюшню, прежде открытую, в палаточную комнату с потолком. Ныне в среднем шатре расположился Музей парка Хага. В восточном шатре работает ресторан, а западный служит жилым помещением. Медные шатры являются национальным памятником и охраняются в соответствии с законодательством Швеции.